# Glover (hrabstwo Orleans)
Glover – jednostka osadnicza w Stanach Zjednoczonych, w stanie Vermont, w hrabstwie Orleans.